# S Pavonis
S Pavonis är en halvregelbunden variabel (SRA) i stjärnbilden Påfågeln. 
Stjärnan varierar mellan visuell magnitud +6,6 och 10,4 med en period av 390 dygn.